# Đông Bình Châu
Đông Bình Châu (tiếng Trung: 東平洲; tiếng Anh: Tung Ping Chau), còn được gọi là Bình Châu (tiếng Trung: 平洲; tiếng Anh: Ping Chau), là một hòn đảo ở Hồng Kông. Về sau chữ "Đông" (東) được thêm vào tên của hòn đảo để tránh nhầm lẫn với đảo Bình Châu cũng ở Hồng Kông. Về mặt hành chính, Đông Bình Châu thuộc quận Đại Bộ, vùng Tân Giới.

## Địa lý
Về mặt địa lý, Bình Châu là một đảo ngoài khơi tọa lạc trên vịnh Đại Bàng, phía đông bắc Hồng Kông, gần với tỉnh Quảng Đông của Trung Quốc. Diện tích hòn đảo là 1,16 km², tính cả phần đá phiến sét. Đông Bình Châu được mệnh danh là cực đông của Hồng Kông và gần khu Nam Áo (Thâm Quyến) hơn phần đất liền của đặc khu.
Hòn đảo có hình dạng của một quả đậu tây với mặt lõm quay về hướng đông bắc. "Bình Châu" có nghĩa là "hòn đảo bằng phẳng" trong tiếng Hoa. Điểm cao nhất trên đảo là 48 mét (157 foot) ở phía nam, theo sau là 37 mét (121 foot) ở phía bắc. Bờ đông bắc ôm lấy Bình Châu Hải (平洲海) với một số bãi biển, bao gồm bãi biển Trường Sa Loan (長沙灣). Ngược lại, bờ tây của hòn đảo có khá nhiều đá do tác động của sóng lớn, gây ảnh hưởng đến lớp bột kết vốn đã nghiêng dốc.
Sa Đầu (沙頭) là thôn lớn nhất của Đông Bình Châu, nổi tiếng là một ngôi làng ma. Một phần lớn đất hòn đảo được dùng làm các khu bảo tồn, với những đường mòn được bao quanh của hoa lan, bạc hà dại và bìm biếc.

## Giao thông
Có thể đến hòn đảo bằng phà từ bến phà Mã Liệu Thủy, gần Đại học Trung văn Hương Cảng. Điểm đến là Bến tàu công cộng Đông Bình Châu (東平洲公眾碼頭), là bến tàu duy nhất ở đây, nằm gần trung tâm hòn đảo tại Hoàng Gia Giác (王爺角). Năm 2007, bến tàu được cải tiến bằng cách xây thêm một số hạng mục. Dịch vụ phà được vận hành bởi công ty Tsui Wah Ferry vào các ngày thứ Bảy, Chủ nhật và ngày lễ. Chuyến đi mất 1 giờ 40 phút.